# Katherine Rundell
Katherine Rundell, née le 10 juillet 1987 dans le Kent en Angleterre, est une autrice et universitaire britannique.

## Biographie
Katherine Rundell est l'auteure de Roof Toppers, qui a remporté, en 2015, à la fois le Waterstones Children's Book Prize et le Blue Peter Book Award de la meilleure histoire. Elle a aussi été présélectionnée pour la Carnegie Medal. 
Elle est aussi l'autrice de The Girl Savage (2011), sorti en 2014 sous une forme légèrement révisée sous le titre Cartwheeling in Thunderstorms aux États-Unis et pour lequel elle a remporté le Boston Globe-Horn Book Award 2015 pour la fiction, The Wolf Wilder (2015), et The Explorer (2017), lauréat du prix du livre pour enfants aux Costa Book Awards 2017.
Katherine Rundell est membre du All Souls College d'Oxford et est apparue en tant qu'invitée experte dans les programmes de BBC Radio 4, notamment Start the Week, Poetry Please, et Seriously.
En 2023, elle est sélectionnée pour la cinquième année d'affilée (depuis 2019) pour le prestigieux prix suédois, le Prix commémoratif Astrid-Lindgren.

## Jeunesse et formation
Katherine est née dans le Kent, en Angleterre en 1987 et a passé dix ans à Harare, au Zimbabwe, où son père était diplomate. Quand elle avait 14 ans, sa famille a déménagé à Bruxelles ; Rundell a déclaré plus tard à Tim de Lisle de Newsweek qu'il s'agissait d'un choc culturel :
« Au Zimbabwe, l'école se terminait tous les jours à 13 heures. Je ne portais pas de chaussures et il n'y avait rien de la culture adolescente qui existe en Europe. Mes amis et moi grimpions toujours aux arbres et faisions des compétitions de natation. »
De Lisle note : « Elle donne à la Belgique le mérite d'avoir élargi son esprit […] Mais elle lui en a aussi voulu, au point que tous ses livres, et sa pièce, contiennent une blague aux dépens de la Belgique. »
Elle a terminé ses études de premier cycle au St Catherine's College d'Oxford (2005 – 2008). Au cours de cette période, elle a développé un intérêt pour l'escalade sur les toits, inspiré d'un livre de 1937, The Night Climbers of Cambridge, sur les aventures des étudiants de premier cycle de cette université. Peu de temps après avoir obtenu son diplôme, Rundell a postulé avec succès pour devenir chercheur en littérature anglaise au All Souls College d'Oxford. Elle a déclaré à Anna James du libraire que le processus de candidature avait impliqué un examen écrit de trois heures sur le seul mot « nouveauté », ajoutant que : « J'ai écrit sur la théorie déconstructionniste derridienne et les biscuits de Noël [. . . ] J'ai l'impression qu'ils m'ont peut-être laissé entrer malgré plutôt qu'à cause de ça ». Elle a ensuite terminé une thèse de doctorat sur « l'au-delà littéraire et textuel » du poète métaphysique anglais et clerc John Donne .

## Carrière d'écrivaine
Le premier livre de Rundell, publié en 2011, était The Girl Savage ; il raconte l'histoire de Wilhelmina Silver, une fille du Zimbabwe, qui est envoyée dans un pensionnat anglais à la suite du décès de son père. Une version légèrement révisée est sortie aux États-Unis en 2014, sous le titre Cartwheeling in Thunderstorms, où elle a remporté le Boston Globe-Horn Book Award 2015 catégorie fiction.
Son deuxième livre, Rooftoppers, suivait les aventures de Sophie, apparemment orpheline dans un naufrage le jour de son premier anniversaire. Sophie tente plus tard de retrouver sa mère, dont elle est convaincue qu'elle a survécu à la catastrophe, tout en se rendant sur les toits de Paris afin de contrecarrer les autorités qui tentent de l'envoyer dans un orphelinat britannique. Il a remporté le prix global du livre pour enfants Waterstones  et le Blue Peter Book Award de la meilleure histoire  et a été présélectionné pour la médaille Carnegie. Traduit en français par Emmanuelle Ghez sous le titre Le ciel nous appartient aux éditions Les Grandes Personnes  il a été lauréat du Prix Sorcières 2015 en catégorie romans
Le troisième roman de Rundell, The Wolf Wilder, raconte l'histoire de Feodora, qui prépare des louveteaux – gardés comme animaux de compagnie par les riches Russes – pour les relâcher dans la nature lorsqu'ils deviennent trop gros et ingérables pour leurs propriétaires.
La pièce de Rundell La vie selon Saki, avec David Paisley dans le rôle titre, a remporté le prix Carol Tambor Best of Edinburgh en 2016 et a ouvert Off-Broadway en février 2017.
Le quatrième roman de Rundell, The Explorer, raconte l'histoire de la survie d'un groupe d'enfants dont l'avion s'écrase dans la forêt amazonienne et un secret qu'ils découvrent. Il a remporté le Costa Book Award 2017 dans la catégorie Livres pour enfants. Après le prix, Rundell a discuté des thèmes environnementaux du livre et de ses recherches, qui comprenaient la consommation de tarentules en conserve, sur Front Row de BBC Radio 4. Il a remporté le prix Edward Stanford Travel Writing Award 2018 dans la catégorie Food & Travel Book of the Year.

## Vie privée
Les passe-temps de Rundell incluent le funambulisme et la marche sur le toit, et elle dit qu'elle commence chaque journée en exécutant une roue parce que « la lecture est presque exactement la même chose que la roue : cela bouleverse le monde et vous coupe le souffle. »

## Publications

### En anglais
- Katherine Rundell, The Grill Sassy, Faber & Faber, 6 janvier 2011 (ISBN 978-0571254316)
- Katherine Rundell, Cartwheeling in Thunderstorms,  Simon & Schuster Books for Young Readers, 26 août 2014 (1re éd. First published 2011 by Faber & Faber (in a slightly different version) as The Girl Savage) (ISBN 978-1442490628)
- Katherine Rundell, Rooftoppers,  Simon & Schuster Books for Young Readers, 24 septembre 2013 (ISBN 978-1442490581)
- Katherine Rundell, The Wolf Wilder, Bloomsbury Publishing, 10 septembre 2015 (ISBN 978-1408862582)
- Rundell, Katherine (1er septembre 2017). L'explorateur . Illustré par Hannah Horn. Éditions Bloomsbury (ISBN 9781408854877) [23]
- Katherine Rundell, The Good Thieves, Bloomsbury Children's Books, 13 juin 2019 (ISBN 978-1408854891)
- Rundell, Katherine, Why you should read children's books, even though you are so old and wise, London, 8 août 2019 (ISBN 978-1526610072, OCLC 1086484369)

### Traductions en français
Plusieurs de ses ouvrages ont été traduits en français, dont :
- Katherine Rundell, Le ciel nous appartient, Les Grandes personnes, 2014 (ISBN 978-2-36193-266-4, lire en ligne)
- Katherine Rundell, Cœur de loup, Gallimard Jeunesse, 2016 (ISBN 978-2-07-506402-6, lire en ligne)
- Katherine Rundell, Rêve de Noël, Gallimard Jeunesse, 2017 (ISBN 978-2-07-508897-8, lire en ligne)
- Katherine Rundell, L'explorateur, Gallimard Jeunesse, 2019 (ISBN 978-2-07-059984-4, lire en ligne)
- Katherine Rundell, Le Plan extravagant de Vita Marlowe, Gallimard Jeunesse, 2021 (ISBN 978-2-07-515371-3, lire en ligne)

## Prix et distinctions
- Finaliste Médaille Carnegie 2014[25] pour Le ciel nous appartient (Roof Toppers)
- Waterstones Children's Book Prize[1] 2015 pour Le ciel nous appartient (Roof Toppers)
- Blue Peter Book Award de la meilleure histoire[2] 2015 pour Le ciel nous appartient (Roof Toppers)
- Boston Globe-Horn Book Award 2015 pour la fiction[4] pour The Girl Savage
- Prix Sorcières 2015[16] catégorie Romans 9-12 ans, pour Le ciel nous appartient (Roof Toppers)
- Prix du livre pour enfants aux Costa Book Awards 2017[5] pour L'Explorateur (The Explorer)
- Sélection pour le Prix commémoratif Astrid-Lindgren 2019 à 2023, durant cinq années d'affilée[10]